# Bibroci
Die Bibroci waren  eine wohl keltische antike Völkerschaft, die in Britannien ansässig war. Sie werden von dem römischen Feldherrn und Autor Gaius Iulius Caesar bei der Beschreibung seiner zweiten Invasion Britannien im Jahr 54 v. Chr. in seinem Werk De Bello Gallico genannt.  Er besiegte sie, als er gegen von dem britischen Häuptling Cassivellaunus zusammengeführte Stämme im Tal der Themse kämpfte, daher ist anzunehmen, dass auch die Bibroci in dieser Region siedelten.